# Metilfenidat
Metilfenidat (Concerta, Methylin, Ritalin, Equasym XL) je psihostimulišući lek i supstituisani fenetilamin koji je odobren tretman hiperkinetičkog poremećaja (ADHD), posturalnog ortostatskog tahikardnog sindroma i narkolepsije. Originalni patent je posedovalo preduzeće CIBA. FDA je odobrila ovaj lek 1955. za tretiranje hiperaktivnosti. Propisivan je od početka 1960-ih. Nivo proskripcija je znatno porastao tokom 1990-ih kad je ADHD dijagnoza postala šire prihvaćena.

## Literatura
- Gardiner Harris (3. 2. 2012). „F.D.A. Finds Short Supply of Attention Deficit Drugs”. The New York Times. Архивирано из оригинала 03. 02. 2012. г. Приступљено 3. 2. 2012. „(Archived by WebCite® at )”
- Lakhan SE, Hagger-Johnson GE (2007). „The impact of prescribed psychotropics on youth”. Clin Pract Epidemol Ment Health. 3 (1): 21. PMC 2100041 . PMID 17949504. doi:10.1186/1745-0179-3-21 .
- New Research Helps Explain Ritalin's Low Abuse Potential When Taken As Prescribed – 09/29/1998. Nih.gov. Retrieved on 2011-04-30.
- Weinberg WA, Brumback RA (1992). „The myth of attention deficit-hyperactivity disorder: symptoms resulting from multiple causes”. J. Child Neurol. 7 (4): 431—45; discussion 446—61. PMID 1469255. S2CID 41315851. doi:10.1177/088307389200700420.[мртва веза]
- Presenters: Joan Hamburg and Dr. Harold Koplewicz (3. 2. 2012). „Are we over medicating our kids? Speaking with Dr. Harold Koplewicz of @ChildMindDotOrg”. Joan Hamburg Show (Radio). New York, NY.  1:11 into the complete two part show - 2 мин. WOR Radio Network. WOR. Архивирано из оригинала 03. 12. 2012. г. Приступљено 10. 12. 2013.

## Spoljašnje veze
Mediji vezani za članak Metilfenidat na Vikimedijinoj ostavi

- Metilfenidat на веб-сајту  (језик: енглески)
- [http://www.bnl.gov/bnlweb/pubaf/pr/1998/bnlpr092998.html